# Mac OS X v10.0
Mac OS X v10.0（マック オーエス テン バージョンじってんぜろ）は、Appleが開発・販売したMac OS Xの最初のバージョンである。バージョンナンバーは10.0。コードネームはCheetah（チーター）。Mac OS Xシリーズとしては、初の公式リリースである。2001年3月24日に発売した。

## 対応環境 / システム条件
- 作動するコンピュータ - G3以降のPowerPCを搭載したMac（初期のPowerBook G3を除く）
- RAM - 最低64MB。（128MB以上を推奨）
- HDD容量 - 最低800MB（1.5GB以上を推奨）

## 概要
OPENSTEPの技術とClassic Mac OSの技術を融合し、全く新しいOSとして開発されたもので、従来のMacintoshと比較して劇的に安定性が向上した。 新たにAquaというインターフェイスを採用し、従来のMac OSとはデスクトップやFinderのデザインや機能が大きく異なっている。UNIXベースとなっており、TerminalからUNIXコマンドを実行できる。
MailやTextEdit、Chess、PreviewといったNEXTSTEP・OPENSTEP由来のアプリケーションが付属しており、OPENSTEPで評価が高かった開発環境（Interface Builder・Project Builder）のCD-ROMが同梱されていた。
1999年秋のリリース予定と発表されていたが度々延期され、2001年3月となったMac OS X初の公式リリースであったが、DVDプレーヤーは存在せず、Mac OS 9に比べ全体的に動作が遅く、機能が少ないなど制約が多い。対応機器のドライバが非常に限られており、Mac OS X v10.0でネイティブに動作するAdobe PhotoshopやAdobe Illustrator, Microsoft Word, Microsoft Excelがないなど、対応アプリケーションも少なかった。iTunesは付属しておらず、後からソフトウェア・アップデートで提供された。
このような欠点は、半年後にリリースされたMac OS X v10.1から段階的に解消された。v10.1リリース当初にv10.0ユーザ向けで無償アップグレードのCD-ROMが配布された。

## 新機能
- Aqua - その名の通り水を意識した透明感のあるインターフェイス。常時アンチエイリアスで表示され、アルファチャネルを利用した半透明を多用している。
- Dock - NEXTSTEPから引き継いだ機能だが、半透明を生かしたデザインとなっており、無段階でサイズの変更が可能。DockからCDを再生したり、システムの設定にアクセスできるDocklingも付属。
- Appleメニュー - システムの再起動や終了、ネットワーク環境の切り替え、システム環境設定、ソフトウェアアップデートなどを呼び出すメニューとなった。
- アプリケーションメニュー - アプリケーションの終了や環境設定などを呼び出すメニュー。
- サービスメニュー - Cocoaアプリケーションの機能を他のアプリケーションから呼び出すことができる。
- ヒラギノ標準搭載 - OpenTypeに対応し、 ヒラギノフォント6書体を搭載。
- PDF出力 - プリントに対応したアプリケーションでは、PDF出力ができる。
- Classic - Mac OS 9の互換環境。Mac OS 9.1が付属。
- マルチユーザ - Mac OS 9の疑似マルチユーザ機能とは異なり、真のマルチアカウントOSとなっている
- スクリーンセーバ

### テクノロジー
- Cocoa (API) - OPENSTEP直系のフレームワーク(API)。従来のMac OSのソフトウェアを構築するのには利用できない。
- Carbon (API) - 従来のMac OSのToolbox APIをMac OS X用に整理・移植したAPI。
- BSDサブシステム - UNIX互換環境。
- NetInfo - NEXTSTEP由来の管理情報データベース・ディレクトリ・サービス機能。
- プロパティリスト - データシリアライゼーションのためのプロトコル。リソースフォークに似た機能をもつ。
- Quartz - 2D描画とウインドウ合成を担うPDFベースのエンジンで、常時アンチエイリアスとなる。
- QuickTime - Mac OS Xのマルチメディア技術の中核を担う。
- OpenGL - 3D描画を担うコンポーネント。
- XNU - Mac OS Xのカーネル。プリエンプティブマルチタスクや メモリ保護機能といった、Mac OS Xの機能の中核を担う。

## 付属アプリケーション
- Finder - Mac OSのFinderと同名だが、Carbonによる完全な新規設計。ウインドウにツールバーを搭載し、最大128ドットのアイコン、255文字までのファイルネーム、NEXTSTEP風のカラム表示などに対応。フォルダナビケーションやラベルなど、従来のFinderにはあったいくつかの機能は搭載されておらず、後のバージョンで復活した。
- Mail - Appleの開発によるメールクライアントを標準搭載。
- Address Book - アドレス帳の役割をするソフトウェア。
- Activity Monitor
- Console
- Calculator - 電卓アプリケーション。
- Clock - 時計。デジタル表示とアナログ表示を切り替えることができ、半透明表示も可能。
- TextEdit - 従来のSimpleTextを置き換えるテキストエディタで、32KBを超えるテキストファイルの編集が可能。リッチテキストにも対応している。
- Chess - 3D表示のチェスゲームソフト。
- システム環境設定
- Terminal - UNIX系端末エミュレータ。UNIXコマンドが利用可能。ウインドウの半透明表示ができる。
- Preview-画像やPDFを扱うためのソフトウェア。
- Print Center - プリンタや印刷ジョブの管理を行う。
- QuickTime Player
- Sherlock 2
- Stickies - 付箋。
- Internet Explorer for Mac - マイクロソフト製のウェブブラウザ。

## バージョン
- Mac OS X v10.0 2001年3月24日リリース
- Mac OS X v10.0.1 2001年4月14日リリース
- Mac OS X v10.0.2 2001年5月1日リリース
- Mac OS X v10.0.3 2001年5月9日リリース
- Mac OS X v10.0.4 2001年6月22日リリース